# 市川雄一
市川 雄一（いちかわ ゆういち、1935年〈昭和10年〉1月25日 - 2017年〈平成29年〉12月8日）は、日本の政治家。
衆議院議員（9期）、公明党国会対策委員長、公明党書記長、新進党政務会長、新進党副党首、公明党副代表、公明党常任顧問、公明党特別顧問などを歴任した。

## 来歴・人物

### 創価学会から公明党へ
1935年（昭和10年）1月25日、神奈川県川崎市（横浜市出身とも）に生まれる。1957年3月（昭和32年）、早稲田大学第二商学部を卒業。創価学会参謀室長を務める。
1976年（昭和51年）12月5日、第34回衆議院議員総選挙において旧公明党公認で旧神奈川2区から立候補し、初当選（以後、連続9回当選）。公明党機関紙局長、公明党副書記長に就任する。
1986年（昭和61年）12月、公明党臨時党大会で、公明党国会対策委員長に就任する。1988年（昭和63年）、国会で折衝を重ねた竹下内閣官房副長官の小沢一郎と意気投合し、後々まで盟友関係を結んでいく。
1989年（平成元年）5月、公明党委員長の矢野絢也が明電工事件に関係したことにより、公明党執行部が総退陣する。それに伴い、公明党書記長に就任。

### 「ワン・ワン・ライス」
1990年（平成2年）2月18日、第39回衆議院議員総選挙において公明党が議席数を減らすと、それまでの社会党との共闘志向を修正する。親交のある自民党幹事長の小沢との関係を強めた（「一・一ライン」）。さらに民社党書記長の米沢隆を交えた親密な関係は、後々まで「ワン・ワン・ライス」と呼ばれた。
1993年（平成5年）6月、宮澤内閣の不信任決議案が成立すると、公明党は、自民党を離党した羽田派が結成した新生党と連携する。同年7月18日の第40回衆議院議員総選挙において、自民党は議席数が過半数割れとなり、政権交代が実現した。同年8月に発足した細川内閣において、公明党からは公明党委員長の石田幸四郎ら4人が入閣し、市川は公明党書記長として党執行部運営の最高責任者となった。
1994年（平成6年）12月、公明新党を経て、新進党の結成に参加し、新進党政務会長に就任する。
1995年（平成7年）7月23日、第17回参議院議員通常選挙での新進党の躍進に力を振るい。比例区では自民党を上回る大勝をした。自民党はこれを逆恨みし、自民党による創価学会攻撃が激化した。
長年続いてきた小沢との蜜月関係も次第に亀裂が生じるようになり、1995年（平成7年）12月に行われた新進党党首選では、小沢に対抗して立候補した羽田孜を支援するが、小沢は羽田を破り党首に就任。市川は新進党副党首に就任する。1996年（平成8年）10月20日、第41回衆議院議員総選挙において新進党は議席数を減らす。
1997年（平成9年）10月、新進党党首の小沢と公明代表の藤井富雄との会談で、当初年内に予定されていた公明の新進党への合流が見送り・白紙となる。新進党は、元首相の細川護熙も離党するなど党内が分裂状態に陥り、同年12月に解党された。1998年（平成10年）、元新進党の公明新党出身議員は新党平和を結成し、市川は新党平和副代表に就任する。
1998年（平成10年）11月、公明党が再結成され、公明党副代表に就任する。1999年（平成11年）10月、自公連立による小渕内閣が発足。公明党常任顧問に就任した。
1998年、元公明党委員長の竹入義勝が朝日新聞に55年体制の回顧録を連載した際は、同紙上で反論を行うなど、竹入を批判する中心となった。

### 議員引退後
2003年（平成15年）10月、衆議院解散と同時に政界を引退し、党常任顧問に就任。
2004年（平成16年）には党常任顧問を退き、党名誉顧問となるも、2005年（平成17年）に党名誉顧問も退いた。以後党役職には就かず、創価学会東海道方面参与、創価学会川崎総県総主事となった。また『第三文明』等に政治評論を寄稿するなど執筆活動を行った。
2005年（平成17年）以降は目立った党活動はしていなかったが、2010年（平成22年）1月、再び党常任顧問に就任し、党最高幹部に復帰した。市川の顧問復帰について、公明党幹事長井上義久は「参院選勝利に向け、OBへの働きかけや党再建にアドバイスをいただきたい。（小沢との関係は）まったく考えていない」と説明した。
2014年（平成26年）10月、再び党常任顧問を退き、党特別顧問に就任する。
2017年（平成29年）12月8日、神奈川県内の病院で死去。82歳没。死因は非公表。12月14日に公明党より死去が公表された。

## 役職歴

### 公明党（1998年 - ）
- 副代表
- 常任顧問
- 名誉顧問
- 特別顧問

### 新党平和
- 副代表

### 新進党
- 政務会長
- 副党首

### 旧公明党（ - 1994年）
- 機関紙局長
- 副書記長
- 国会対策委員長
- 書記長

### 創価学会
- 参謀室長
- 東海道方面参与
- 川崎総県総主事